# Basileuterus belli
La reinita cejidorada (Basileuterus belli), también conocido como chipe ceja dorada, es una especie de ave paseriforme de la familia Parulidae propio de América Central.

## Distribución y hábitat
Es nativo de Honduras, El Salvador, Guatemala y México. Su hábitat natural se compone de bosque húmedo montano subtropical y tropical.

## Subespecies
Se reconoce las siguientes subespecies:
- Basileuterus belli bateli R. T. Moore, 1946
- Basileuterus belli belli (Giraud Jr, 1841)
- Basileuterus belli clarus Ridgway, 1902
- Basileuterus belli scitulus  Nelson, 1900
- Basileuterus belli subobscurus Wetmore, 1940